# Gunung Limo
Gunung Limo är ett berg i Indonesien.   Det ligger i provinsen Jawa Timur, i den västra delen av landet, 600 km öster om huvudstaden Jakarta. Toppen på Gunung Limo är 1 025 meter över havet.
Terrängen runt Gunung Limo är huvudsakligen kuperad.Runt Gunung Limo är det tätbefolkat, med 383 invånare per kvadratkilometer. I omgivningarna runt Gunung Limo växer i huvudsak städsegrön lövskog.